# 이문세 5집
《이문세 5집》은 대한민국의 가수 이문세가 1987년 9월 15일에 발매한 정규 음반으로, 작곡가 이영훈과의 협업이 돋보이는 작품이다. 이 음반은 발매 당시 대중음악계에서 큰 주목을 받았으며, 감성적이고 서정적인 발라드를 중심으로 구성되었다. 이문세는 1980년대 중반 한국 대중음악의 발라드 열풍을 선도하며, 그의 음악적 색깔을 확고히 했다. 특히, 이 음반의 수록곡들은 그가 음악적으로 성숙해짐을 보여주며, 이문세와 이영훈의 콤비가 완성도를 더욱 높였다.

## 배경
이 음반은 이문세의 대표적인 발라드 곡인 〈가로수 그늘 아래 서면〉을 비롯해, 감성적이고 서정적인 음악으로 그 당시 대중과 평단 모두의 큰 호평을 받았다. 또한, 이 음반은 이문세가 대중음악에서 중요한 위치를 차지하는 계기가 되었으며, 그 후 수많은 아티스트들에 의해 리메이크되며 한국 대중음악사에 길이 남을 작품이 되었다.
수록곡 〈붉은 노을〉은 사랑과 이별을 주제로 하며, 서정적이고 아름다운 멜로디와 감성적인 가사로 대중의 마음을 사로잡았다. '붉은 노을'이라는 제목은 저녁의 붉은 노을을 비유하여 지나간 사랑에 대한 아쉬움과 미련을 표현한 것으로, 많은 이들에게 감동을 주었다.
이 곡은 이문세가 직접 가사를 썼으며, 작곡은 이영훈이 맡았다. 이문세의 부드러운 창법과 이영훈의 섬세한 멜로디가 결합되어, 〈붉은 노을〉은 한국 발라드의 대표적인 예로 손꼽힌다. 이 곡은 당시의 감성적 분위기를 잘 표현하며, 이문세의 대표곡 중 하나로 자리잡았다.
〈붉은 노을〉은 발매 이후 다양한 아티스트들에 의해 리메이크되었으며, 각기 다른 스타일로 재해석되어 지속적으로 큰 사랑을 받았다.

## 수록곡
전체 작사·작곡: 이영훈, 전체 편곡: 김명곤
| #  | 제목                | 재생 시간 |
| -- | ------------------- | --------- |
| 1. | 〈시를 위한 시〉    | 3:56      |
| 2. | 〈안개꽃 추억으로〉 | 5:05      |
| 3. | 〈광화문 연가〉     | 3:40      |
| 4. | 〈내 오랜 그녀〉    | 4:46      |
| 5. | 〈이밤에〉          | 3:49      |

| #  | 제목                       | 재생 시간 |
| -- | -------------------------- | --------- |
| 1. | 〈가로수 그늘 아래 서면〉  | 5:28      |
| 2. | 〈붉은 노을〉              | 3:46      |
| 3. | 〈기억의 초상〉            | 4:21      |
| 4. | 〈끝의 시작〉              | 4:19      |
| 5. | 〈사랑은 한줄기 햇살처럼〉 | 4:10      |